# Людовік Ліндсі, 16-й граф Кроуфорд
Людовік Ліндсі , 16-й граф Кроуфод (з 1639) (англ. Ludovic Lindsay; 1600—1652) — шотландський державний діяч періоду Англійської революції, один з найпослідовніших прибічників короля Карла I.
Людовік Ліндсі походив з одного з найстарших шотландських графських родів і був вождем клану Ліндсі. З початком конвенантського руху в Шотландії в 1637 і Англійської революції в 1640 граф Кроуфорд зберіг вірність королю Карлу I і відмовився підписати «Національний ковенант». У 1641 він був звинувачений в змові проти лідерів ковенантерів (графа Аргайла і маркіза Гамільтона). Кроуфорд був змушений залишити Шотландію.
У 1642 Людовік приєднався до армії короля Карла I. Він відрізнявся в битвах з парламентськими військами при Еджгіллі і Ньюбері, а пізніше, в 1644, у битві при Марстон-Мурі. За свою лояльність королю Лідсі отримав прізвище «Вірний граф». Будучи бездітним і останнім представником роду Ліндсі-Кроуфорд, Людовік в 1642 передав свій титул і землю королю, отримав їх одразу назад, але з правом передачі наслідування Лінсді-Баєрсам, боковій лінії родини, на чолі якої стояв Джон Ліндсі, лорд Баєрс. Незадовго до битви при Мартсон-Мурі парламент Шотландії звинуватив Кроуфорда в державній зраді і конфіскував його володіння, передав їх лорду Баєрсу, який є одним з лідерів конвенантерів. Ця конфіскація, однак, не вступила в юридичну силу до смерті Людовіка.
У 1644 граф Кроуфорд потрапив у полон до шотландських парламентських військ в Ньюкаслі і був засуджений до смертної кари. Однак вирок у дію не був приведений, і конвенантери обмежились ув'язненням Кроуфорда. 1645 року він був звільнений військами роялістів маркіза Монтроза, які з боями просувались по Шотландії. Кроуфорд вступив в армію Монтроза і був призначений командувачем кавалерією роялістів. Він взяв участь у фатальній битві при Філіпгоу, в результаті якої військо короля було розбите і Шотландія повернулась до конвенанторів. Після здачі Карла I у полон шотландцям весною 1646 року граф Кроуфорд емігрував з країни. Він помер у 1652 у Франції.